# Indol-3-ättiksyra
Indol-3-ättiksyra, vanligen kallad indolättiksyra, eller förkortat IAA (efter det engelska namnet Indole Acetic Acid), är en organisk förening bestående av en indol-stomme på vilken det sitter en karboximetylgrupp (-CH2COOH, "ättiksyrekedja") på position tre.
Det är det vanligaste och viktigaste naturligt förekommande växthormonet av typen auxin (och ofta avses IAA när man använder beteckningen "auxin"). IAA produceras av växter som ett tillväxtreglerande hormon, men även av bakterier och svampar för att, på gott eller ont, interagera med växterna – som i svamparnas fall vid bildandet av mykorrhiza. Dessutom produceras IAA av vissa insekter som, exempelvis, gallmyggor och gallsteklar för att orsaka de gallbildningar i vilka deras larver lever och utvecklas.

## Biosyntes
Biosyntesen av IAA utgår från tryptofan och kan följa flera olika (och delvis nästlade) syntesvägar, till någondera av indol-3-acetaldehyd, indol-3-acetamid eller indol-3-acetonitril, vilka alla tre är direkta prekursorer till IAA. Studier har visat att det även finns en syntesväg som inte utgår från tryptofan, utan troligen från en prekursor till tryptofan, men denna väg är inte klarlagd. IAA kan även erhållas från indol-3-smörsyra (IBA) eller genom hydrolys av föreningar som innehåller IAA bundet till sockerarter, peptider eller aminosyror – men i dessa fall rör det sig knappast om syntes, utan snarare katabolism.

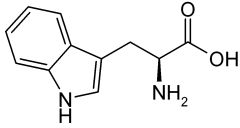
Tryptofan
Indol-3-acetaldehyd
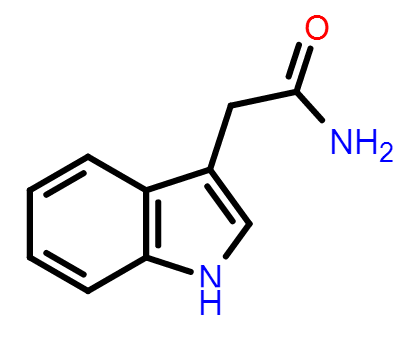
Indol-3-acetamid
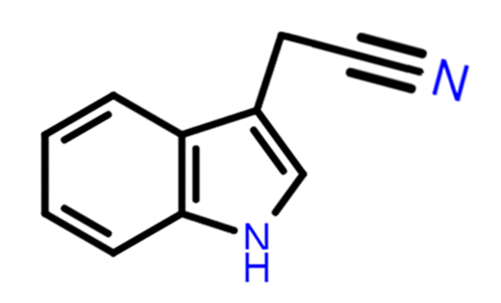
Indol-3-acetonitril
Indol-3-smörsyra

## Teknisk syntes
I laboratoriet kan IAA erhållas från indol och glykolsyra, vilka autoklaveras i en kaliumhydroxidlösning vid 250 °C i 18 timmar. Därvid erhålls en lösning av kaliumindol-3-acetat, vilken sedan, efter avsvalning och tvättning med eter, genom neutralisering med saltsyra ger IAA (och, i vattnet löst, kaliumklorid, vilket saknas i reaktionsformeln nedan).